# Марьино (станция метро)
«Ма́рьино» — станция Московского метрополитена, расположена между станциями «Братиславская» и «Борисово». Открыта 25 декабря 1996 года в составе участка «Волжская» — «Марьино». Названа по одноимённому району Москвы.
Данная станция является второй после станции «Братиславская», расположенной в районе Марьино.
До открытия 2 декабря 2011 года участка Люблинско-Дмитровской линии до станции «Зябликово» данная станция была южной конечной линии.

## История
Станция открыта 25 декабря 1996 года в составе участка «Волжская» — «Марьино», после ввода в эксплуатацию которого в Московском метрополитене стало 160 станций.

## Конструкция
«Марьино» — однопролётная станция мелкого заложения. Сооружена по типовому проекту, из сборных монолитных железобетонных балок.

## Оформление
Тема оформления станции — «Отдых москвичей». Путевые стены отделаны чёрным и тёмно-синим мрамором и плиткой из штампованного алюминия. Пол выложен серым гранитом двух оттенков. Группы сидений, расположенные в центре по всей длине пассажирской платформы, совмещены с указателями станций. Освещение станции обеспечивают два ряда люстр с шестью шарообразными светильниками в каждой, прикреплённых к перекрытию зала.

## Вестибюли
Выход в город осуществляется по лестницам через северный подземный вестибюль на Люблинскую и Новомарьинскую улицы и через южный подземный вестибюль — к Люблинской улице на Новочеркасский и Марьинский бульвары.

## Путевое развитие
За станцией находятся два тупика, предназначенные для осмотра, оборота и отстоя составов, оборудованные пунктом технического обслуживания.

## Загруженность станции
По состоянию на 2002 год станцией пользовалось 71,85 тысячи человек. Это один из самых высоких показателей среди станций на Люблинско-Дмитровской линии.

## Наземный общественный транспорт
На этой станции можно пересесть на следующие маршруты городского пассажирского транспорта:
- Автобусы: м77, с9, 625, 657, 708, с710, 713, 749, 751, 762, 764, 765, с768, 770, с797, с867, 957, н5

## Галерея

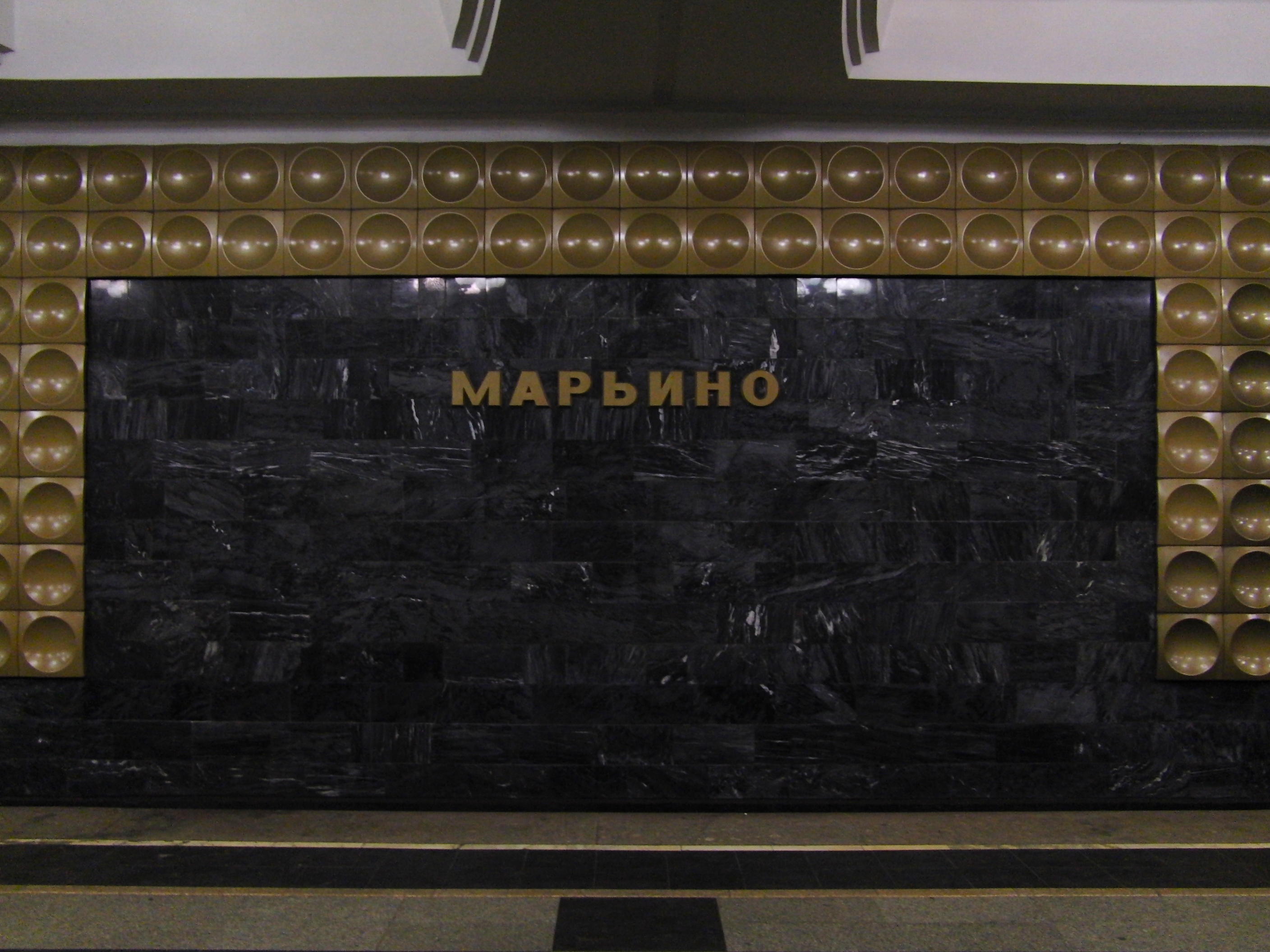
Название станции на путевой стене
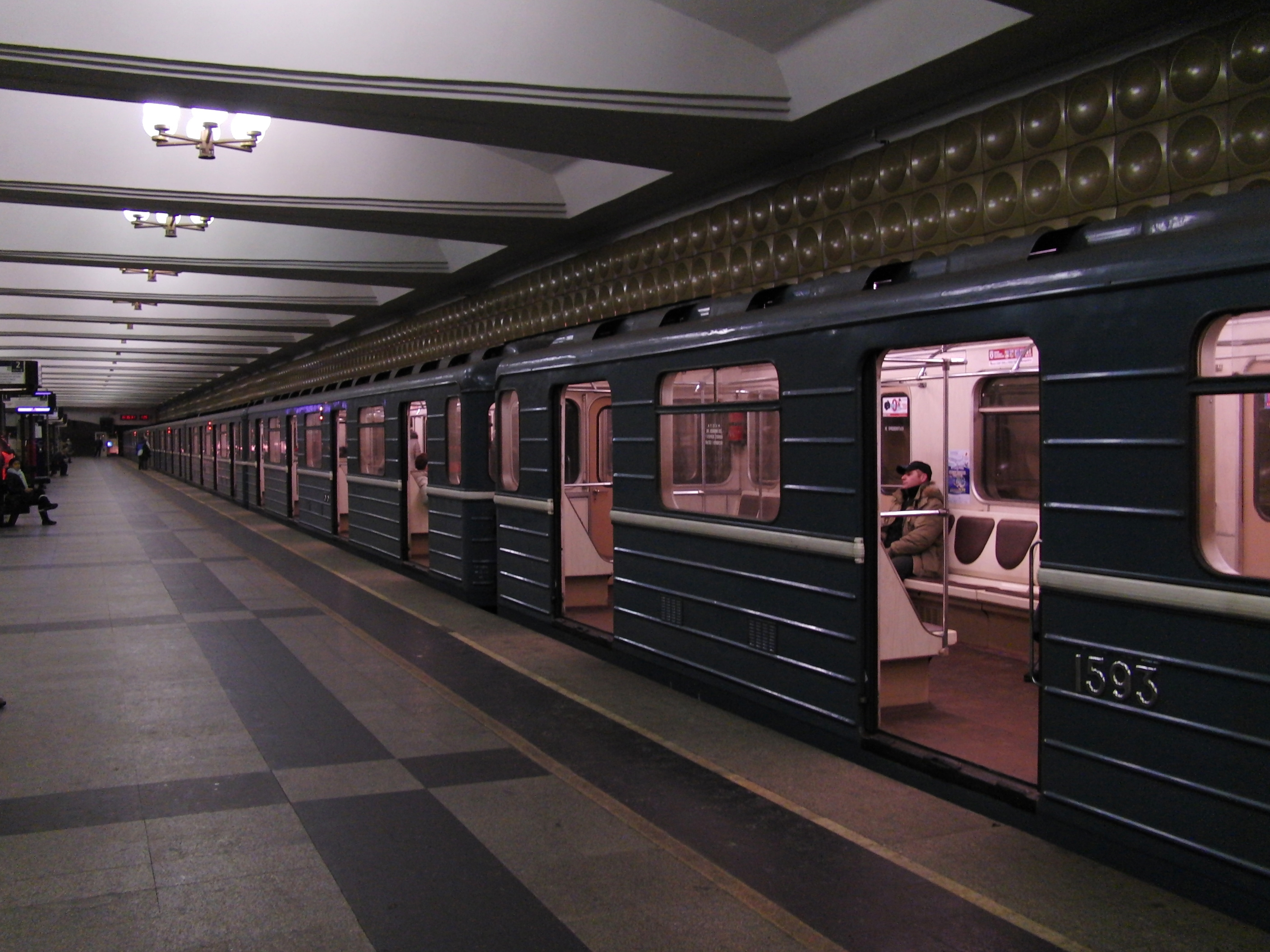
Поезд на станции
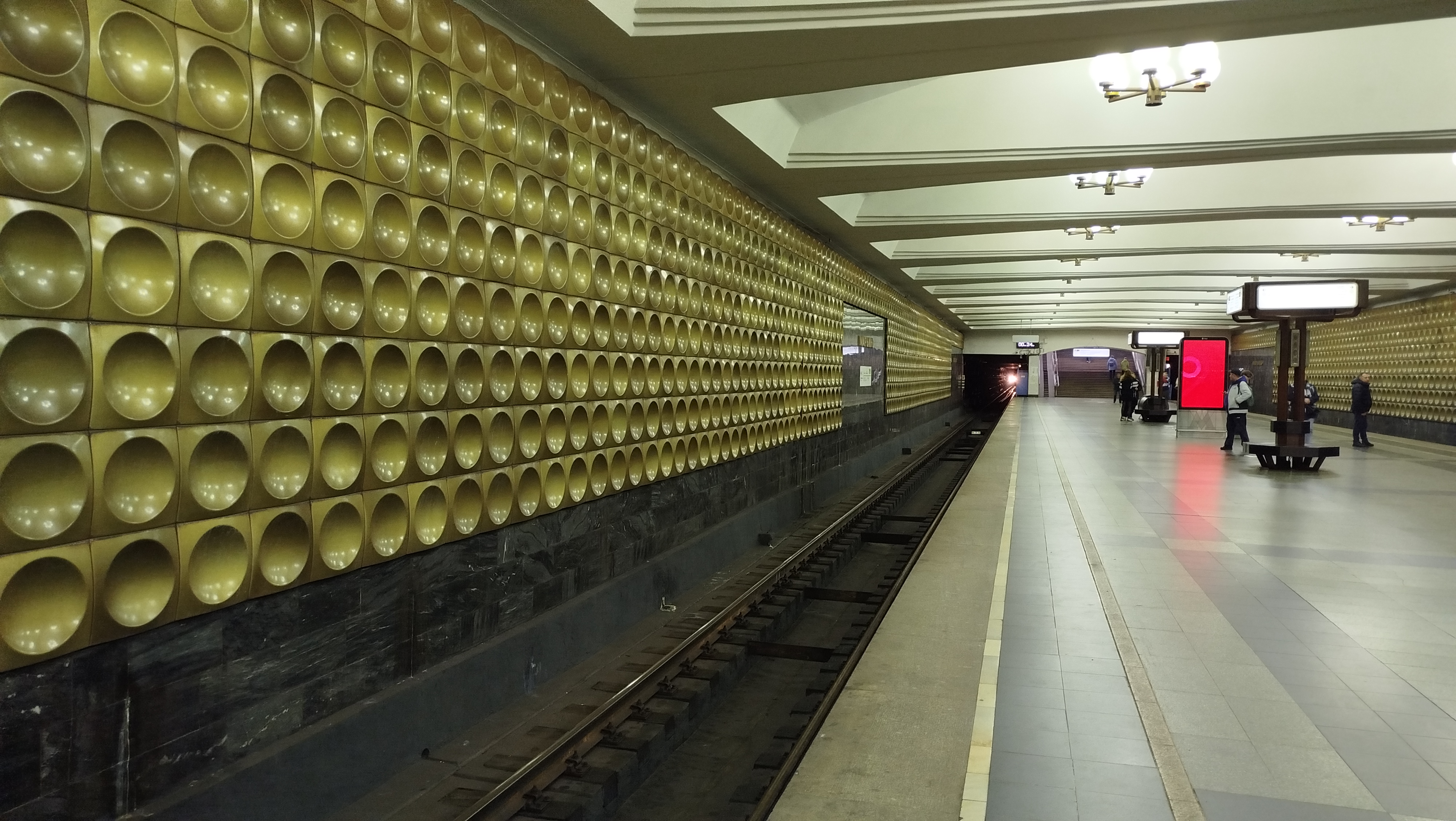
Посадочная платформа, стена и железнодрожный путь
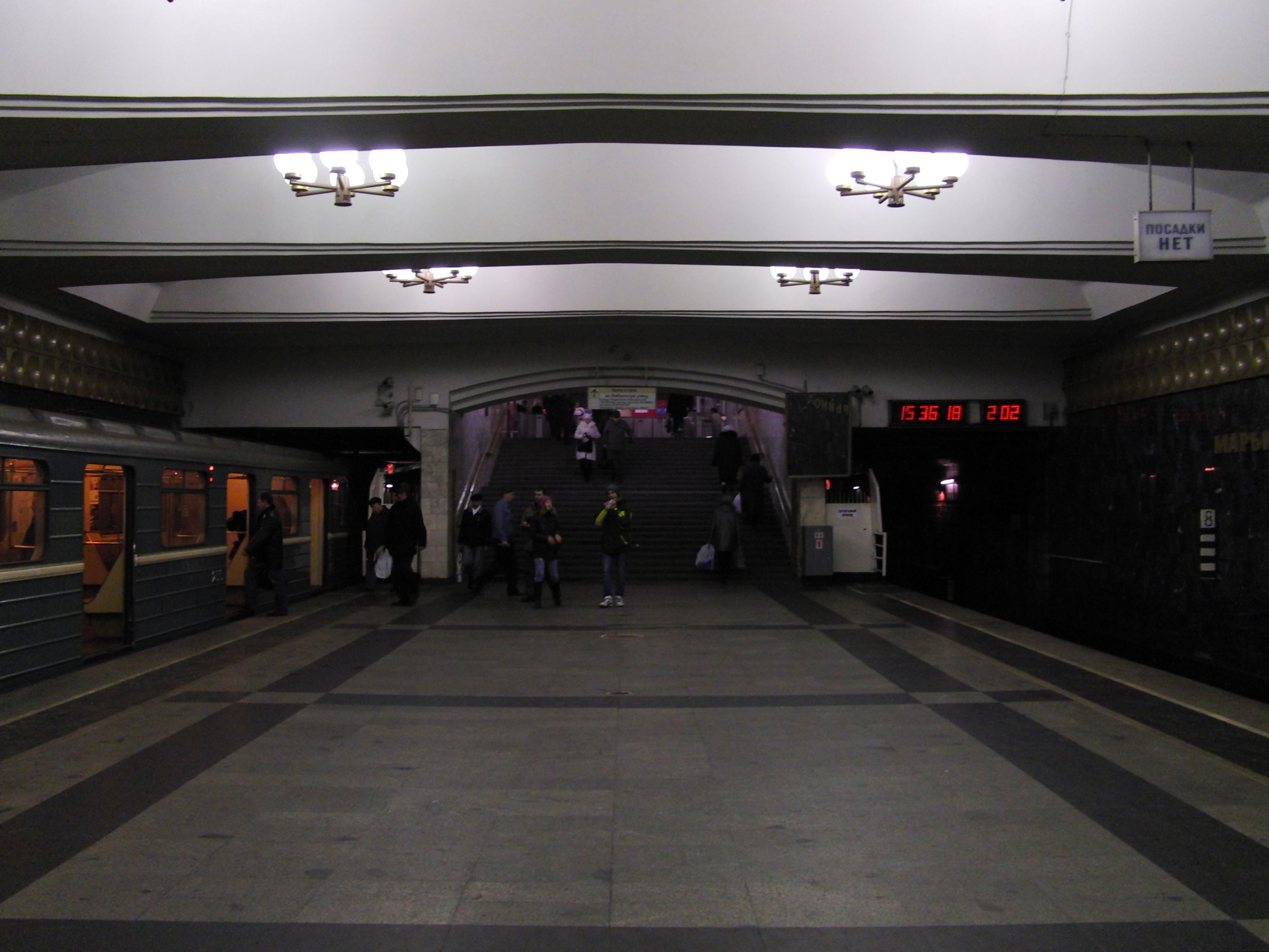
Южный торец

## Станция в цифрах
(недоступная ссылка)
- Таблица времени прохождения первого поезда через станцию[5]:

| По чётным числам                  | Будние дни | Выходные дни |
| По нечётным числам                | Будние дни | Выходные дни |
| В сторону станции «Братиславская» | 05:51:00   | 05:59:00     |
| В сторону станции «Братиславская» | 05:40:00   | 05:40:00     |
| В сторону станции «Борисово»      | 05:57:00   | 05:51:00     |
| В сторону станции «Борисово»      | 05:55:00   | 05:55:00     |